# Kansas, Oklahoma and Gulf Railway
Le Kansas, Oklahoma and Gulf Railway (sigle de l'AAR:KOG) (KO&G)  est une compagnie de chemin de fer américaine formée le 31 juillet 1919 sur les bases du Missouri, Oklahoma and Gulf Railway qui venait de faire faillite. Le réseau du KO&G était principalement constitué par une voie unique reliant Baxter Springs (Kansas) à Denison. En 1925, il passa sous contrôle de la Muskogee Company, appelée aussi "Muskogee Roads" ou "Muskogee Lines". De 1930 à 1964, le KO&G partagea un management commun au Midland Valley Railroad et à l'Oklahoma City-Ada-Atoka Railway. 
En 1964, le KO&G fut racheté par le Texas and Pacific Railway (T&P), filiale du Missouri Pacific Railroad (MP). L'intérêt de ce rachat était que le KO&G permettait de relier le MP  à sa filiale T&P, via Okay, Oklahoma à Denison. Le Texas & Pacific fusionna le KO&G en 1970.